# 村山藩
村山藩（むらやまはん）は、江戸時代前期に出羽国村山郡（現在の山形県村山地方）内で1万石の所領を有した藩。1682年、遠江横須賀藩5万石の藩主であった本多利長が、失政などを理由として大幅な減封の上で移封された。2代藩主・本多助芳が1699年に転出したため、存続期間は17年間であった。藩主は定府であり、陣屋の所在は不明である。

## 歴史
天和2年（1682年）2月22日、遠江国横須賀藩5万石の藩主であった本多利長（48歳）は、13か条の咎めを受けて所領を没収された。『寛政重修諸家譜』は横須賀藩の改易について、領内の失政、先年の巡見使への不適切な対応という理由を掲げる。
利長の失政とされる事柄には、領民の困窮が挙げられる。これについては、横須賀藩領の浅羽地域（現在の静岡県袋井市）を取り囲む、全長14kmにおよぶ浅羽大囲堤の建設が背景にある。浅羽地域では延宝8年（1680年）の「延宝の高潮」で多くの犠牲者が出たため、利長は柳原十内を奉行として大囲堤の建設を命じた。防災や農政の見地からは高い評価もある一方、建設のための労役や徴税の過酷さも伝えられている。
領地を没収された利長であるが、本多家の父祖の忠勤にかんがみ、改めて出羽国村山郡内で1万石が与えられ、大名としての存続が認められた。なお、同日付で同族の播磨明石藩6万石の藩主本多政利も、家政がよくないことに加え、巡見使への不適切な対応があったという理由で領地を没収され、陸奥大久保藩（岩瀬藩）1万石に移されている。
元禄3年（1690年）頃に成立した『土芥寇讎記』では、本多利長が村山藩主として評価の対象とされている。利長は学問を鼻にかけ勇をもっぱらにするあまり、横須賀藩時代には領民につらい政治を行っていたが、村山藩に移されて以降は民にも哀憐の心を見せるようになった、という人物評がなされている。
利長は元禄5年（1692年）12月16日に58歳で死去した。跡を養嗣子の本多助芳が継いだ。助芳は元禄12年（1699年）6月13日に越後国糸魚川藩に移封され、これにより村山藩は廃藩となった。なお、助芳は糸魚川から信濃国飯山藩に移転し、最終的に石高を3万5000石にしている。

## 歴代藩主
本多家
譜代。1万石。（1682年 - 1699年）
1. 利長
2. 助芳

## 領地
本多利長の居所は「村山」とされているが、知行地を管理する陣屋がどこに置かれたかは不明である。村山藩主は国入り（参勤交代）を行っていない。『土芥寇讎記』の記載によれば、村山藩では知行地に郷役人のみを配置し、それ以外の藩士は江戸に居住していたという。
1万石の知行地が具体的に村山郡のどこにあったかについても不明な点がある。元禄2年（1689年）に幕府代官松平清三郎が、管轄下の寒河江領から5村（達磨寺、高屋村、仁田村、北目村、北山村）、長崎領から5村（君田村、小泉村、島村、皿沼村、柳沢村）、山形領から杉下村および山形の、合計5735石を本多家に引き渡したという記録があり、これらの村は現在の寒河江市南部から中山町・山辺町にまたがって存在している。このほか、漆山領から4000石余が引き渡された。また、『角川日本地名大辞典』では山野辺村や今宿村についても村山藩領になったと記載する。
なお、山形藩最上家が元和8年（1622年）に改易されて以降、村山郡は幕府領・旗本領・大名領によって細分化されていき、時代が下るとともに「諸大名の石高調整の場」となって領主の変更を繰り返す、領主権の錯綜した地域になっていった。村山藩と同時代、村山郡内に藩庁を置く藩としては他に山形藩と上山藩があったが、村山藩が存在した17年間に、山形藩は奥平家→堀田家→越前松平家、上山藩は土岐家→金森家→藤井松平家と、いずれも藩主家が目まぐるしく交替した。